# Sergio Oliaro
Sergio Oliaro, noto anche con lo pseudonimo di "Giorgio" (Casale Monferrato, 1925 – Moncalvo, 29 marzo 1945), è stato un partigiano italiano, medaglia d'oro al valor militare alla memoria.

## Biografia
Faceva il piombista presso gli stabilimenti di Casale della Snia Viscosa quando, agli inizi del 1944, decise di entrare nella Resistenza. Benché giovanissimo, partecipò con grande coraggio a tutte le azioni condotte dalla 3ª Brigata "Lazzarini" della VII Divisione Autonoma "Monferrato".
Il 29 marzo del 1945 la formazione si trovò impegnata in un durissimo combattimento con truppe tedesche. Fin dal primo scontro nei pressi di Moncalvo, Oliaro fu colpito ad una mano da un proiettile, che gli tranciò di netto un dito; si bendò in qualche modo l'arto e, invece di ripiegare, prese parte con i suoi compagni per alcune ore al combattimento. Raggiunto da una raffica, che gli spezzò il braccio sinistro, il ragazzo continuò a battersi, impugnando il mitragliatore col solo braccio destro. Cadde, colpito per la terza volta mortalmente.